# Zafirina
La zafirina es un mineral de la clase de los inosilicatos, y dentro de esta pertenece al llamado “grupo de la zafirina”. Fue descubierta en 1819 en el antiguo puerto de Fiskenæsset, en Nuuk, Groenlandia (Dinamarca), siendo nombrada así por su color similar al zafiro. 

## Características químicas
Es un aluminosilicato de magnesio. Dentro del los inosilicatos del grupo de la zafirina, pertenece al subgrupo de la aenigmatita. Además de los elementos de su fórmula, suele llevar como impureza hierro.

## Formación y yacimientos
Aparece en rocas magmáticas o metamórficas. En rocas metamórficas de alta temperatura o xenolitos con abundancia de aluminio y magnesio y baja concentración de silicio. Puede formarse como mineal magmático primario en rocas de poca sílice.
Suele encontrarse asociado a otros minerales como: sillimanita, cianita, cordierita, kornerupina, corindón, surinamita, flogopita, crisoberilo, piroxeno, espinela, granate, calcita o cuarzo.

## Usos
A veces los raros ejemplares de gran tamaño y limpieza, son usados en joyería tallados o pulidos como gemas.
Los mejores para este fin son extraídos en Sri Lanka, Madagascar y Groenlandia.
La zafirina puede también ser sintetizada artificialmente con propósitos experimentales mediante procesos hidrotermales. Es mineral muy refractario que si se consigue sintetizar podría ser usado con este fin.